# Datação cronológica
Datação cronológica é um conjunto de métodos utilizados para determinar a idade ou o tempo específico em que eventos ocorreram no passado. 
Essas técnicas são essenciais para campos como arqueologia, geologia e paleontologia, permitindo a construção de uma cronologia detalhada da história da Terra e da evolução da vida.
Existem diversas técnicas de datação cronológica, divididas principalmente em dois grandes grupos: datação relativa e datação absoluta.

## Datação Relativa
Esta técnica estabelece a sequência dos eventos sem determinar a idade exata. Exemplos incluem:
- Estratigrafia: Baseia-se na análise das camadas de sedimentos ou rochas. A camada mais profunda geralmente é a mais antiga.
- Tipologia: Comparação de artefatos com base em suas características físicas e estilo para determinar a cronologia relativa.

## Datação Absoluta (ou Radiométrica)
Esta técnica fornece uma idade específica ou uma faixa de idades. Exemplos incluem:
- Radiocarbono (C-14): Utilizada para datar materiais orgânicos até cerca de 50.000 anos.
- Potássio-Argônio (K-Ar): Utilizada para datar rochas vulcânicas e alguns minerais, eficaz para períodos muito antigos, de milhões de anos.
- Urânio-Chumbo (U-Pb): Utilizada principalmente em minerais como o zircão, capaz de datar formações geológicas com bilhões de anos.
- Dendrocronologia: Datação com base nos anéis de crescimento das árvores, podendo fornecer datas exatas de até milhares de anos.